# Carrión de los Céspedes
Carrión de los Céspedes es un municipio español, situado en el extremo occidental del Aljarafe, dentro de la provincia de Sevilla, en la Comunidad autónoma de Andalucía. En 2019 cuenta con 2544 habitantes (INE, 2019). Su origen histórico se encuentra en el siglo XIII en una alquería musulmana. Se encuentra situada a una altitud de 88 metros y a 36 kilómetros de la capital de provincia, Sevilla.

## Geografía
|         | Castilleja del Campo |                     |
| Chucena |                      | Huévar del Aljarafe |
|         | Huévar del Aljarafe  |                     |

## Historia
La población tiene su origen en una Alquería de época islámica. La comarca del Aljarafe de Sevilla fue conquistada por Fernando III de Castilla en 1248, después de algo más de cinco siglos de presencia musulmana. El Repartimiento de Sevilla fue iniciado por el mismo rey, y continuado por su hijo y sucesor, Alfonso X. En este repartimiento, en 1252, la alquería de Carrión fue donada a la Orden Militar de Calatrava, recibiendo el nombre de Carrión de los Ajos. La repoblación de las tierras de Sevilla, especialmente del Aljarafe, fue dificultosa y la zona no fue efectivamente repoblada hasta el siglo XIV. Durante esta época se erigió la Ermita de Nuestra Señora de Consolación.
En 1334, se produjo la repoblación de la villa con la concesión y entrega de tierras por parte de la Orden de Calatrava. Esta repoblación fue el procedimiento seguido por la Orden de Calatrava para hacer valer sus derechos e impedir que los campesinos de las localidades cercanas de Huévar y Castilleja del Campo se apropiasen de las tierras de la Orden. Una vez establecido el señorío de la Orden sobre las tierras de Carrión, su maestre Juan Núñez entregó a estos repobladores las tierras ocupadas antes de 1334, reservándose la orden una serie de derechos y el monopolio del molino.
La más antigua reseña que encontramos en cuanto a los templos erigidos en la villa data de 1490, cuando un comendador calatravo, Fray de Açítores, visita la población y las dos "yglesias" que ahí se encuentran: la Iglesia de San Martín de Tours y la Ermita de Nuestra Señora de Consolación, que por aquel entonces aún tenía el título de "iglesia" de la villa. La explicación de la construcción del nuevo templo, San Martín, la encontramos en que la antigua iglesia de Santa María de Consolación era ya pequeña para los habitantes que contenía el pueblo por aquel entonces, así pues, se decidió proceder a levantar una iglesia mayor, que además, en el momento de su construcción, ocupaba una posición alejada con respecto al original núcleo de población que ocupaba la ermita, los molinos y la primitiva plaza del pueblo. Además de que, en el documento, se especifican algunas labores de construcción en San Martín (escaleras y paredes), mientras que en la ermita se cita como un templo más bien ruinoso en el que hay que llevar a cabo múltiples reformas debido, con total seguridad, al paso de, al menos, varias décadas. Por ello, y por otros múltiples documentos, deducimos que la antigua "yglesia de Santa María de Consolación" es más antigua que la, también antiquísima, Iglesia de San Martín.
En 1576, el Rey Felipe II —que, por concesión pontificia, había pasado a ser maestre de todas las órdenes militares y también, por tanto, de la Orden de Calatrava—, vendió la jurisdicción de la villa de Carrión al caballero sevillano Gonzalo de Céspedes.  El 8 de noviembre de 1679 se concedió a Juan Antonio de Céspedes y Lasso de la Vega, VIII Señor de la villa de Carrión de los Céspedes, el título nobiliario de Marqués de Carrión de los Céspedes.

## Geografía humana

### Demografía
Cuenta con una población de 2617 habitantes (INE 2024).
| Gráfica de evolución demográfica de Carrión de los Céspedes entre 1842 y 2021                                         |
| |
| Población de derecho según los censos de población del INE. Población de hecho según los censos de población del INE. |

| Año  | N.º de habitantes |
| ---- | ----------------- |
| 1999 | 2.306             |
| 2000 | 2.331             |
| 2001 | 2.315             |
| 2002 | 2.323             |
| 2003 | 2.296             |
| 2004 | 2.292             |
| 2005 | 2.274             |
| 2006 | 2.267             |
| 2007 | 2.261             |
| 2008 | 2.412             |
| 2009 | 2.487             |
| 2016 | 2.548             |
| 2022 | 2.562             |

### Economía

#### Evolución de la deuda viva municipal
El concepto de deuda viva contempla sólo las deudas con cajas y bancos relativas a créditos financieros, valores de renta fija y préstamos o créditos transferidos a terceros, excluyéndose, por tanto, la deuda comercial.
| Gráfica de evolución de la deuda viva del Ayuntamiento de Carrión de los Céspedes entre 2008 y 2023                |
| |
| Deuda viva del Ayuntamiento de Carrión de los Céspedes, en miles de euros, según datos del Ministerio de Hacienda. |

## Monumentos
- Iglesia de San Martín (Carrión de los Céspedes), La iglesia de San Martín constituyó originalmente un templo de estilo mudéjar, construido a finales del siglo XV, al cual se le agregaron nuevos elementos arquitectónicos a partir del siglo XVIII, transformación que tuvo lugar a raíz del terremoto de Lisboa de 1755. Inicialmente constaba de tres naves con pilares de sección cruciformes y arcos apuntados y de medio punto con alfiz. Las cubiertas son de madera de tipo mudéjar. La iglesia de San Martín sufrió una profunda actuación en los siglos XVIII-XIX, que se atuvo a los patrones neoclásicos imperantes. En esta época se le agregaron diversos elementos estructurales y se modificó el aspecto de las cubiertas. Más reciente es, sin embargo, la del lado de la Epístola, también de esquema adintelado, y junto a la cual hay un mosaico dieciochesco de azulejos representando las Ánimas Benditas. Finalmente, en el siglo XVIII se transformó el aspecto de la cubierta de la nave central, la cual se cubrió con una bóveda de medio cañón rebajado. Las de las naves laterales, por su parte, se cubren actualmente con colgadizo de madera que semejan las cubiertas mudéjares. El crucero o antepresbiterio presenta cúpula de forma oval descansando sobre pechinas, cuyo sentido constructivo responde también a las formas neoclásicas. La Capilla de Nuestra Señora del Rosario tiene un retablo de estilo neoclásico del XIX y está cubierta por una pequeña cúpula de media naranja sobre pechinas. Desde marzo de 2006 está decorada artísticamente con pinturas al fresco del pintor y pergaminista oficial del Ayuntamiento de Huelva, D. Francisco Llonis. Los frescos reproducen en los laterales las escenas del Nacimiento de Nuestro Señor Jesucristo en el Portal de Belén y su Presentación al Templo (La Candelaria), dos festividades litúrgicas muy arraigadas en el seno de la Hermandad desde sus orígenes fundacionales a finales del siglo XVII. En las cartelas de las esquinas aparecen los escudos de los Marqueses de Céspedes, el de la Hermandad y el de San Martín Obispo, titular de la parroquia y patrón de nuestra villa.
- Ermita de Nuestra Señora de Consolación.[6] La repoblación de la alquería de Carrión se hace ya vinculada a la Santísima Virgen María venerada en la ermita desde el siglo XIII y en la que se encuentra la Virgen de Consolación, Patrona de la villa.[7] El templo, según tradicional costumbre de la Orden de Calatrava, se erigió fuera y a cierta distancia del incipiente núcleo de población, de acuerdo con el privilegio concedido a la dicha orden por el papa Gregorio VIII en su bula Quopties a Nobis petitu,[8] en 1187. Tras el terremoto de Lisboa, la Iglesia de San Martín quedó derruida y la ermita adquirió las funciones de templo. En el Siglo XVIII tuvo que ser reformada.
- Plaza de la Constitución (Carrión de los Céspedes), es la plaza mayor de Carrión, y el lugar más transitado del pueblo, en la que también se encuentra el Ayuntamiento de Carrión de los Céspedes, junto con algunos bancos: como Cajasol.
- Plazoleta del Indiano, es una plaza, hecha en honor a un hombre que hizo mucho por Carrión.

## Fiestas
En Carrión existen diversas fiestas, ferias y romerías:
A finales de ese mismo mes, se celebra en Carrión los Carnavales, tradición recuperada hace ya algunos años en la que los jóvenes carrioneros disfrutan de una tarde y una noche de orquesta y disfraces.

### Candelaria
La Real, Muy Antigua, Ilustre y Fervorosa Hermandad de Nuestra Señora del Rosario celebra anualmente la Fiesta de la Candelaria el 2 de febrero, concretamente, la Purificación de la Virgen María tras su parto. 
Cada 4 años se celebra una salida extraordinaria de la virgen del Rosario. Y si el 2 de febrero cae en domingo la virgen hace el recorrido más largo para llegar así a más devotos,

### Semana Santa
El Jueves Santo el Cristo de la Vera Cruz recorría las calles de la localidad en solemne procesión junto a la Patrona del pueblo (Ntra. Sra. De Consolación) posteriormente la acompañaba la imagen de María Santísima de la Soledad. Actualmente en Semana Santa sale en solemne vía crucis acompañado por los hermanos de la hermandad de Consolación con cirio, el Coro polifónico y la música de Capilla. Durante ese fin de semana, los titulares se presentan a los fieles en devoto besamanos y besapiés. Y cada cuatro años, las dos imágenes titulares de penitencia de la Hermandad de Consolación, procesionan en su paso de caoba llevado por hermanos costaleros por las calles de Carrión.

### Rocío
La Hermandad del Rocío de Carrión es una de las más antiguas que peregrinan a la aldea almonteña, siendo la número 12 en la lista. Sale de Carrión el jueves llegando por el puente del Ajoli el viernes por la tarde. Los carrioneros viven el Rocío con intensidad hasta los últimos días.
Historia
En 1919 cuaja en Carrión de los Céspedes la semilla de la devoción rociera, de la mano del capellán Felipe Rodríguez, uno de los principales artífices de la creación de la Hermandad del Rocío en la localidad. Algunos años más tarde, en 1925, se constituye definitivamente la Hermandad y Carrión de los Céspedes peregrina por primera vez al Rocío, amadrinada por Triana. 

Para este primer peregrinaje estrenó Carrión Simpecado y carreta, esta última realizada en el vecino pueblo de Castilleja del Campo por Antonio Luque. El templete, de cuatro columnas y sencilla forma, a modo de tumbilla de madera pintada de blanco y con adornos exteriores dorados, iba tirada entonces por mulas. En la romería de 1983 estrenaría Carrión de los Céspedes la nueva carreta, de aplaca cincelada y plateada, tirada por bueyes, con la que en la actualidad peregrina al Rocío.
El Simpecado primero también data de 1925 y en la actualidad se encuentra en paradero desconocido. En 1928 se adquirió la choza en El Real de El Rocío donde hoy se levanta la Casa-Hermandad en la aldea.
Desde su creación, la Hermandad del Rocío de Carrión de los Céspedes tiene su sede canónica en la Iglesia Parroquial de San Martín. En la nave lateral derecha, a los pies del templo, cuenta con altar propio, donde se da culto al Simpecado. 
En 1947 Carrión estrenó nuevo Simpecado, que es el que actualmente lleva a la Romería. Realizado en el convento de Santa Isabel de Sevilla, es de terciopelo rojo, bordado en oro.

### Corpus Christi
En el mes de junio tiene lugar la festividad del Corpus Christi, organizadas por la Hdad. de Ntra. Sra. de Consolación Patrona de Carrión de los Céspedes
Presentación del cartel y pregón de las fiestas
Tiene lugar unas semanas antes a que comiencen las fiestas. Posteriormente, se procede a destapar el cartel oficial que plasmará los símbolos eucarísticos y marianos que engloban nuestras fiestas. 
Cuenta con la participación del Coro de la Hermandad y otros grupos. 
El domingo anterior a Pentecostés se celebra en la Ermita el pregón del Santísimo Corpus Christi. Cuenta con la participación de la Banda de Carrión de los Céspedes.
Corta del romero
Siguiendo una antiquísima tradición, el viernes anterior a la Solemnidad de la Santísima Trinidad, los hermanos y devotos parten hacia el campo para recoger esta planta aromática, emblema de nuestra Hermandad. Al oscurecer, camino de vuelta y posterior entrada de la Corta en Carrión de los Céspedes entre tracas de cohetes y el ambiente festivo que lo caracteriza. El romero es repartido y depositado en las distintas calles del pueblo entre cantes y sevillanas. Sobre la media noche, llegada de los hermanos a la Ermita, para ofrecerle el romero al Santísimo Sacramento y a la Virgen de Consolación, Patrona de esta localidad. La fiesta continúa durante toda la noche. 
Sábado víspera del Romero
Por la noche, el salón de la Hermandad abre sus puertas para acoger las actuaciones de diversos grupos musicales, velada que perdura hasta el amanecer. 
Hay servicio de barra y cocina y está abierta la tómbola de la Hermandad.
Día del Romero
Santa Eucaristía de romeros en honor a la Santísima Trinidad en la Ermita cantada por el Coro de la misma. Los hermanos y hermanas acuden ataviados con el tradicional traje de corto y de gitana o flamenca.
Al mediodía, almuerzo fraternal en el Salón de la Hermandad. 
Por la tarde, salida de la Junta de Gobierno de la plaza del Ayuntamiento para dirigirse a la Ermita, recoger las insignias de la Hermandad, estandarte y Simpecado y partir al encuentro de la Romería que recorrerá las calles de nuestro pueblo, formando una larga caravana que abre el popular tamborilero y le siguen bandas, caballistas, un carro con el Simpecado y el romero que después se le ofrecerá al Santísimo Sacramento y a la Patrona del pueblo, coches de caballo y remolques.
El momento más esperado es cuando la Romería llega a la Ermita, donde se encuentra la Virgen bajo el dintel de la puerta, esperando a todos sus hijos y devotos, que desfilan ante Ella demostrándole su amor con sevillanas dedicadas al Corpus Christi y a la Patrona del pueblo.
Por la noche, nueva velada musical en la plaza de la Constitución.
Lunes y martes de los arcos
El lunes y el martes posterior a la Romería, Carrión de los Céspedes se viste de gala y en él se levantan arcos triunfales y cúpulas de papel, flores y romero, por los que pasa el Santísimo Sacramento y Ntra. Sra. de Consolación.
Es característico el ambiente festivo de estos días y especialmente el martes por la noche, una vez que están engalanadas todas las calles por donde discurre las distintas procesiones.
Es digno de mencionar la dedicación y el trabajo de todo un año para que las calles de Carrión luzcan con sus mejores galas para esta gran Solemnidad de la Iglesia, el Santísimo Corpus Christi. 
Miércoles de víspera
Por la noche, tiene lugar la procesión de traslado de la Virgen desde la Ermita a la Iglesia de San Martín. El Simpecado parte de la Iglesia Parroquial de San Martín Obispo en Santo Rosario hacia la Ermita.
Como es habitual, a las once de la noche se produce la salida de nuestra bendita titular en solemne procesión hacia el templo parroquial, donde presidirá desde el altar mayor la Solemnidad del Corpus Christi.
Cabe destacar la emocionante salida entre salva de cohetes y la vuelta hacia el cementerio donde aguardan nuestros hermanos difuntos. Luego La Virgen llega al Pradillo donde se produce la entrada triunfal de la Patrona en la Iglesia Parroquial. 
Día del Corpus Christi
Al alba, diana floreada por las bandas de música que luego acompañan la procesión. 
Solemne Eucaristía del Santísimo Corpus Christi en la Parroquia del pueblo, presidiendo el Altar Mayor la imagen de nuestra bendita titular, la Virgen de Consolación, excelsa Patrona y Alcaldesa Honoraria Perpetua de la villa. La Misa es oficiada por el Párroco y Director Espiritual de la Hermandad y cantada por el coro polifónico de la misma.
Al finalizar la Eucaristía, procesión del Corpus Christi y acompañándolo, siguiendo inmemorial tradición, por antigüedad y patronazgo sobre el pueblo de Carrión de los Céspedes, la Virgen de Consolación.
La cruz parroquial alzada abre un magno cortejo procesional en el que figuran las insignias de la Hermandad, Simpecado y Estandarte precediendo las andas de María, Madre de Dios del Consuelo. El guion Sacramental abre dos largas filas de mujeres ataviadas con mantillas, niños de comunión, monaguillos, acólitos y paso de la Custodia con el Señor Vivo y Resucitado. A continuación va el párroco con el palio en señal de respeto y tras éste las autoridades y representaciones civiles y municipales.
Pasadas las tres de la tarde, solemne Bendición con el Santísimo Sacramento en el porche de la plaza de San Martín, y entrada del Señor en la Iglesia. Momentos más tarde la Virgen, que le ha cedido su sitio, hace su entrada en el Templo entre la aclamación de su pueblo.
Todo el recorrido de la procesión, está cubierto por una larga alfombra de juncia y romero, que da ese olor característico al Corpus de Carrión. Además se levantan siete bellos altares para el descanso de Jesús Sacramentado, que es portado a hombros de los carrioneros en un precioso y elegante paso de madera.
Es digno de mención, el ambiente festivo que se vive en la tarde y noche del Corpus Christi en  el pueblo y especialmente en la Plaza. 
Viernes de Regreso
Por la tarde Solemne Eucaristía cantada y dedicada a nuestros hermanos costaleros. A continuación nueva salida procesional de la Virgen de regreso a su Templo.
Esta procesión está cargada de muchos sentimiento. Alrededor de las tres de la madrugada la Virgen entra en su ermita entre lágrimas de emoción, vítores de alegría y el resonar de los cohetes.
Sábado de la Porcá
Los hermanos desmontan los arcos de papel y romero y son habituales las comidas entre vecinos de la misma calle. 

De nuevo se hace notar el ambiente festivo del pueblo cuando por la noche, los hermanos realizan la popular Porcá cantando sevillanas de la Virgen.
Domingo del Corpus
Nuestra Hermandad se une a la Iglesia Universal en la celebración del Corpus Christi, asistiendo a la Eucaristía Parroquial, acto seguido se produce el traslado del Simpecado de la Hermandad desde la Iglesia Parroquial a la Ermita, el tamborilero es el encargado de abrir el cortejo, tras las insignias, el estandarte de la Hermandad y el Simpecado.
Al llegar a la Ermita, rezo de la estación al Santísimo y salve ante la Patrona del pueblo.
Al finalizar el traslado, comida fraternal en el Salón de la Hermandad, por el buen trascurso de las fiestas.

### Novena de la Virgen de Consolación
A finales de agosto, la Hdad de Consolación celebra presentación del cartel y Pregón Joven, antesala de las Fiestas de septiembre de Consolación.
La Hermandad de Consolación también celebra y organiza las Solemnes Fiestas Patronales de Carrión de los Céspedes en honor de la Stma.. Virgen de Consolación. Para dicha ocasión celebran fervorosamente la entrada del mes de la Virgen y la Santísima Virgen es entronizada en un hermoso altar para celebrar su Novena. el día ocho de septiembre se celebra la Natividad de la Virgen y día que los carrioneros homenajean y rinden pleitesía a su Patrona, la Virgen de Consolación. La segunda semana de septiembre tiene lugar la Función Principal de la Hdad, procesión del Santísimo Sacramento bajo palio por las engalanadas calles aledañas a la Ermita y devoto besamanos de la Virgen de Consolación.
Cada cuatro años, estas fiestas se celebran en la Parroquia de San Martín. Para dicha ocasión la Patrona es trasladada en Rosario de la aurora al amanecer a la Iglesia y de vuelta, tras celebrar allí todos los cultos anteriormente mencionados, regresa a la Ermita en su bello trono de plata, protagonizando unas fiestas cargadas de devoción y arraigo.

### Feria
La Feria de Carrión es una de las más antiguas de Andalucía, ya que goza de más de 130 años de historia. A pesar de su decaída debido a la crisis que asoló a España en 2008, la Feria continuó existiendo.

Su origen fue una feria de ganaderos, que se ha ido enriqueciendo con casetas y cunitas, como se llama a las atracciones. 

La feria arranca el jueves siguiente al domingo de la Función de la novena de la Virgen de Consolación, de ahí la posible vinculación de ambas fiestas, y dura hasta el domingo.

### Fiestas del Rosario
Día de la Ofrenda de Flores
El último domingo de septiembre tiene lugar la Ofrenda de Flores y el Acto de Coronación de las reinas mayor e infantil de la ofrenda, así como la proclamación de sus respectivas cortes de honor con damas y pajes. A continuación el pregón del Rosario, y por la tarde tiene lugar la tradicional Cabalgata de la Ofrenda de Flores, donde desfilan una larga cola de caballistas y coches de caballos, con hermanas vestidas de gitana, tres bandas de música y cuatro carrozas temáticas de confección artesanal que llenan de colorido las calles del pueblo en su camino hasta la parroquia. La Virgen del Rosario Coronada, sale a la plaza de la iglesia (denominada El Pradillo) para recoger las flores de los fieles y devotos.
- El martes siguiente: Coincidiendo con el último día de novena, la Stma. Virgen del Rosario queda expuesta en Devoto Besamanos.

Sábado del Rosario
El sábado anterior al primer domingo de octubre, rezo del Santo Rosario por las calles con el Simpecado de gala. Las calles, están ya vestidas de arcos de flores de papel que los vecinos de Carrión elaboran durante todo el año, y los días previos a la Función visten las calles del pueblo para recibir a la Virgen
Día de la Función
El primer domingo de octubre, solemne Función Principal de Instituto, y a continuación, salida de la Madre de Dios, Ntra. Sra. del Rosario por las calles del pueblo.
Lunes por la noche
Al lunes siguiente por la noche, la Virgen del Rosario vuelve a salir en solemne procesión por las calles de su pueblo con un recorrido distinto, finalizando en el porche de la Iglesia con una despedida muy emotiva por sus hermanos.
- Durante todos los tres primeros domingo de octubre, tiene lugar el Solemne Rosario de la Aurora a las 8 de la mañana con el Simpecado de Gala y el canto de los misterios; el rezo está dedicado a los enfermos e impedidos del pueblo. El último domingo de mes de octubre se cebrera el Rosario Vespertino por las callesde Carrión, dónde los jóvenes tiene un papel importante al invitar a otros Grupo Jóvenes de otras hermandades.

### San Martín
La festividad de San Martín de Tours y patrón de la localidad (11 de noviembre) es celebrada en el pueblo el fin de semana más cercano a dicho día.

El sábado se lleva a cabo la popular romería de San Martín cuya primera edición tuvo lugar en 2006 y en la que los vecinos del pueblo van en coches al recinto ferial a pasar el día cantando, bebiendo, comiendo y bailando. 
El domingo siguiente se realiza la procesión de San Martin, que se dejó de hacer y en la década de 2010 se recuperó. La talla es anónima pero se encuentra en el presbiterio de la Iglesia de San Martín (Carrión de los Céspedes)

### Navidad
La Navidad en Carrión tiene una gran relevancia en las dos hermandades del pueblo:
- El 7 de diciembre, víspera del día de la Inmaculada Concepción, la hermandad de Consolación lleva a cabo una misa tradicionalmente en honor a dicha festividad para realzar esta fiesta. Tras la eucaristía que tiene lugar durante la noche, los hermanos celebran el dogma en una cena.
- Las Jornaditas, del 15 al 23 de diciembre. Santas Misas de Expectación o Jornaditas de la Hermandad del Rosario, que datan de finales del siglo XVII y en las que se conmemoran las nueve jornadas que realizó la Santísima Virgen de Nazaret a Belén junto a San José. En el Altar Mayor de la Iglesia Parroquial de San Martín, sede canónica de la Hermandad, se escenifica este Caminito. Toda una tradición navideña.
- Misa del Gallo, 24 de diciembre, Solemne Eucaristía en conmemoración del Nacimiento de Nuestro Señor Jesucristo. Al término de la celebración se da Adoración al Divino Niño Jesús de la Santísima Virgen del Rosario. En el Altar Mayor se escenifica el Nacimiento de Jesús en el Portal de Belén.
- Salida del Divino Niño Jesús, 25 de diciembre. Tiene lugar la misa de Navidad en la Ermita de Nuestra Señora de Consolación la cual tiene un gran arraigo. Además el Divino Jesús de Nuestra Señora del Rosario visita las casas de todo el pueblo de Carrión para bendecir sus hogares.
- Octavario al Divino Niño Jesús, del 30 de diciembre al 6 de enero. Santas Misas de Campanilleros de Ntra Sra del Rosario, conocidas popularmente como Misas del Niño o Misas de los Pastores. Cada noche al término de la comunión se rezará el Octavario al Divino Niño Jesús en su cuna de Belén. Coincidiendo con el último día del Octavario, celebración de la Epifanía del Señor.
- El día de año nuevo 1 de enero, el Divino Infante de La Hermandad de Consolación Patrona de Carrión de los Céspedes[1] sale visitando las casas del pueblo repartiendo su bendición a los habitantes de la localidad.
- El día 5 de enero, como en muchos lugares, sale la cabalgata de Reyes Magos, con 4 tradicionales carrozas tirando a los jóvenes carrioneros juguetes y caramelos acompañados de charangas para amenizar la tarde.
- Día de Reyes. A las doce del mediodía tiene lugar la misa de Pascua Reyes en la Ermita de Nuestra Señora de Consolación. Dicha eucaristía podría ser la misa más antigua de la que se tiene constancia en la localidad, siendo de tal arraigo que la Patrona de los carrioneros es bajada y sentada en un trono para el disfrute acercamiento de los carrioneros.

## Cultura musical
El pueblo de Carrión tiene una larga y amplia tradición musical formada por músicos de diversos ámbitos de interpretación y creación. 

### La banda de Carrión
La Banda de Carrión de los Céspedes es una de las formaciones musicales procesionales más antiguas de España, ya que cuenta con documentos que atestiguan su existencia en los inicios del siglo XIX, concretamente en 1806.
Está formada por un elenco de músicos de diversas edades, en su mayoría del municipio carrionero, y cuenta con un repertorio donde encontramos desde marchas o pasodobles a interpretaciones de bandas sonoras u obras litúrgicas. 
Sus actuaciones en el año son diversas entre las que destacamos la Semana Santa en Umbrete, las fiestas de Berrocal, el certamen de Santa Cecilia en Carrión o el Corpus de la localidad que organiza la Hermandad de Consolación.

### El Coro de la Ermita
La formación coral de la ermita de Ntra. Sra. De Consolación cuenta con más de un siglo de historia documentada y es a día de hoy, uno de los coros populares más antiguos y de mayor calidad de la comarca, destacando su actividad tanto en la capital como en los pueblos aljarafeños. 
Debido a su versatilidad, su actuación es amplia y requiere una separación entre cantos de iglesia, villancicos y cantos flamencos.
Destacamos su interpretación en el día del Romerito en la Misa de Romeros, el día de Reyes o la Novena de la Patrona.